# Stenochilus
Stenochilus là một chi nhện trong họ Stenochilidae. Chi này ghi nhận được 3 loài ở châu Á.

## Các loài
- Stenochilus crocatus
- Stenochilus hobsoni
- Stenochilus scutulatus